# Hemistylus velutina
Hemistylus velutina är en nässelväxtart som beskrevs av Hugh Algernon Weddell. Hemistylus velutina ingår i släktet Hemistylus och familjen nässelväxter. Inga underarter finns listade i Catalogue of Life.